# Pteragogus flagellifer
Pteragogus flagellifer es una especie de peces de la familia Labridae en el orden de los Perciformes.

## Morfología
Los machos pueden llegar alcanzar los 20 cm de longitud total.

## Distribución geográfica
Se encuentra desde el Mar Rojo hasta Sudáfrica, Papúa Nueva Guinea, sur del Japón y Australia.